# عبد الله بن محمد الطائي
عبد الله بن محمد الطائي الأديب والشاعر ووزير سابق، ولد بمدينة مسقط العمانية بتاريخ 15 يونيو 1924. تنقل ما بين باكستان والبحرين والكويت والإمارات حتى عاد إلى عمان وتقلد فيها منصب وزير الإعلام ووزير الشؤون الاجتماعية والعمل. توفي في أبوظبي بتاريخ 18 يوليو 1973 ودفن في مسقط.

## البداية
ولد الأستاذ عبد الله بن محمد في مدينة مسقط، وتلقى تعليمه فيها على يد السيد هلال بن محمد البوسعيدي، ويعتبر من الذين تخرجوا ضمن الدفعة الآولى من المدرسة السلطانية الثانية في مسقط. ثم ابتعث إلى العراق عام 1938 حيث أكمل تعليمه الثانوي هناك، وعاد إلى عمان عام 1943م وعمل في المدرسة السعيدية بمسقط إلى عام 1949م.

## الهجرة خارج الوطن
هاجر إلى باكستان وعمل مدرسا للغة العربية والفقه الإسلامي، وعمل أيضا مذيعا بالقسم العربي في إذاعة باكستان. ولكنه لم يطل بها فأقام في البحرين خلال الفترة من 1950 - 1959م، حيث عمل مدرسا في مدرسة الهداية الخليفية، كما عمل في دائرة الإعلام وساهم في إصدار مجلة صوت البحرين.

### إلى الكويت
بسبب المضايقات السلطات البريطانية له، فقد غادر البحرين إلى الكويت عام 1959م، وعمل بوزارة الإعلام خلال تلك الفترة، وترأس تحرير مجلة الكويت ونائبا لرئيس تحرير مجلة العربي. كما ساهم في تأسيس رابطة الأدباء وعمل في تحرير مجلتها البيان، كما أصبح عضوا في جمعية الخليج وجنوب الجزيرة العربية، والتي كانت ترعى في بناء المدارس والمستشفيات في إمارات ساحل عمان آنذاك. وقد انتدب للعمل في مكتب دولة الكويت في دبي كنائب لرئيس المكتب خلال الفترة من 1962 - 1964م.

### الإمارات
خلال الفترة من عام 1968 - 1970 عمل عبد الله الطائي مستشارا في الديوان الأميري للشيخ زايد بن سلطان حاكم إمارة أبوظبي، ومسئولا عن العلاقات الخارجية للإمارة، ونائبا لرئاسة الإعلام فضلا عن كونه مستشارا للتربية والتعليم، وساهم بإنشاء الجهاز الإعلامي في دولة الإمارات من إذاعة وتلفزيون بالإضافة إلى جريدة الاتحاد الظبيانية.

### عودة إلى عمان
بعد تولي السلطان قابوس بن سعيد مقاليد الحكم في سلطنة عمان، تم ترشيحه عن طريق السيد طارق بن تيمور آل سعيد رئيس الوزراء لتولي حقيبة وزارتي الإعلام ووزارة الشؤون الاجتماعية والعمل. واصل كتابة أعماله الأدبية حتى توفي في أبو ظبي بتاريخ 18/7/1973م.

## إصدارته
- ملائكة الجبل الأخضر - رواية.
- الفجر الزاحف - ديوان شعر
- الأدب المعاصر في الخليج العربي.
- وداعًا أيها الليل الطويل - ديوان شعر
- الشراع الكبير - رواية.
- دراسات عن الخليج العربي.
- شعراء معاصرون.
- مواقف.
- تاريخ عمان السياسي.
- المغلغل - مجموعة قصصية.
- حادي القافلة- ديوان شعر.